# Los Corrales de Buelna
Los Corrales de Buelna – gmina w Hiszpanii, w prowincji Kantabria, w Kantabrii, o powierzchni 45,38 km². W 2011 roku gmina liczyła 11 519 mieszkańców.